# Selenocephalus bytinskii
Selenocephalus bytinskii är en insektsart som beskrevs av Lindberg 1953. Selenocephalus bytinskii ingår i släktet Selenocephalus och familjen dvärgstritar. Inga underarter finns listade i Catalogue of Life.